# Assemblée générale du Vermont
Pour les articles homonymes, voir Assemblée générale (homonymie).
Session législative 2023-2025
Capitole de l'État du Vermont

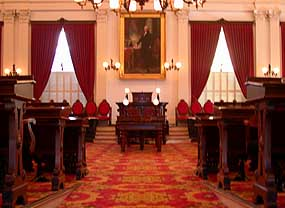
La Chambre des représentants du Vermont

L'Assemblée générale du Vermont (en anglais : Vermont General Assembly) est la  législature bicamérale de l'État américain du Vermont.
L'Assemblée générale est composée  de deux chambres distinctes suivantes : 
- la Chambre des représentants composé de 150 représentants ;
- le Sénat composé de 30 sénateurs.

L'organe est officiellement connue comme la « Assemblée générale », mais le terme de « Législature » est couramment utilisé par les habitants du Vermont.

## Élections législatives
Les représentants et les sénateurs sont élus pour un mandat de deux ans. Les élections ont lieu au mois de novembre de chaque année paire. Afin de pouvoir se qualifier comme candidat aux élections, il faut être résident de l'État du Vermont pour les deux dernières années précédentes, et résident du district électorat de sa candidature pour l'année précédant immédiatement les élections.

## Fonctions
La Chambre des représentants du Vermont est dirigée par le président de la Chambre appelé le « Speaker », tandis que le Sénat est dirigé par le lieutenant-gouverneur du Vermont ainsi que par le président du Sénat. Le président du Sénat ne possède qu'une voix prépondérante. Plus souvent dans les pratiques parlementaires quotidiennes, le Sénat est présidé par un Président pro tempore.

## Responsabilités législatives
Le pouvoir législatif des deux chambres est habilité à proposer, rédiger et faire adopter les lois de l'État, sous réserve de l'accord du Gouverneur du Vermont. Ce dernier peut mettre son veto à tout projet de loi. Toutefois, le veto du Gouverneur de l'État peut être renversé par l'Assemblée générale du Vermont s'il y a une majorité des deux tiers en faveur de la loi proposée dans chaque Chambre.
L'Assemblée générale a le pouvoir exclusif de proposer des amendements à la Constitution du Vermont. Un amendement constitutionnel doit provenir du Sénat, où il doit recevoir un vote des deux tiers. Après le passage au Sénat du Vermont, l'amendement doit également recevoir un vote majoritaire à la Chambre des représentants du Vermont. Tout amendement constitutionnelle qui passe les deux Chambres, doit ensuite être adoptée dans un référendum par une majorité des électeurs de l’État du Vermont.

## Séance parlementaire
La législature de l'État du Vermont se réunit pour les sessions à partir du premier mercredi de janvier. En 2011, l'Assemblée générale a été en session parlementaire du 5 janvier au 6 mai et en 2010, la législature a été en session du 5 janvier au 12 mai.

## Comités permanents
Au cours de la session 2011-2012, l'Assemblée générale a développé treize comités mixtes permanents:
- Comité sur les questions administratives ( Joint Legislative Committee on Administrative Rules)
- Comité sur la fiscalité
- Comité sur la réglementation commune
- Conseil Législatif (responsable d'étudier les redécoupages de la carte électorale)
- Comité sur les prisons
- Comité sur l'Énergie
- Comité sur la responsabilisation gouvernementale de l'État (Government Accountability)
- Comité sur les services de santé (Health Access Oversight)
- Comité de surveillance sur les juges (Joint Committee on Judicial Retention)
- Comité des règles judiciaires
- Comité sur la technologie ( Legislative Information Technology)
- Comité sur les questions de santé mentale ( Mental Health Oversight)
- Comité des transports